# 1068-as busz
Az 1068-as jelzésű autóbuszvonal távolsági autóbuszjárat Budapest és Tiszafüred között, melyet a MÁV Személyszállítási Zrt. lát el.

## Közlekedése
Tiszafüred felé naponta kettő járat, Budapest felé naponta három járat szállítja az utasokat. Emellett egy járatpár végállomása Heves.
A két végállomás között a járat menetideje 3 óra 20 perc, útvonalának hossza 167,2 km. Budapest és Heves között a menetidő 2 óra 10 perc, Heves és Budapest között 2 óra 15 perc, útvonal hossza 116,8 km.

## Megállóhelyei
| 1068 (Budapest – M3-as autópálya – Gyöngyös – Heves – Tiszafüred ) | 1068 (Budapest – M3-as autópálya – Gyöngyös – Heves – Tiszafüred ) | 1068 (Budapest – M3-as autópálya – Gyöngyös – Heves – Tiszafüred ) | 1068 (Budapest – M3-as autópálya – Gyöngyös – Heves – Tiszafüred ) | 1068 (Budapest – M3-as autópálya – Gyöngyös – Heves – Tiszafüred ) | 1068 (Budapest – M3-as autópálya – Gyöngyös – Heves – Tiszafüred ) | 1068 (Budapest – M3-as autópálya – Gyöngyös – Heves – Tiszafüred )                  | 1068 (Budapest – M3-as autópálya – Gyöngyös – Heves – Tiszafüred ) |
| sz.                                                                | sz.                                                                | Megállóhely                                                        | sz.                                                                | sz.                                                                | Átszállási kapcsolatok | Fontosabb létesítmények                                                             |                                                                    |
| ------------------------------------------------------------------ | ------------------------------------------------------------------ | ------------------------------------------------------------------ | ------------------------------------------------------------------ | ------------------------------------------------------------------ | --- | ----------------------------------------------------------------------------------- | ------------------------------------------------------------------ |
| 0                                                                  | 0                                                                  | Budapest, Stadion autóbusz-pályaudvar végállomás                   | 24                                                                 | 25                                                                 | 1, 1A 73, 75, 77, 80 95, 130, 195 396, 397, 398, 399, 400, 402, 410, 412, 414, 422, 424, 430, 432, 434, 435, 436, 437, 438, 439, 440, 441, 442, 485, 486 1020, 1021, 1024, 1031, 1034, 1037, 1039, 1040, 1044, 1045, 1046, 1049, 1050, 1051, 1052, 1053, 1054, 1060, 1063, 1066, 1067, 1069, 1070, 1075, 1076, 1077, 1078                        | Stadion autóbusz-pályaudvar Puskás Ferenc Stadion , Papp László Budapest Sportaréna |                                                                    |
| 1                                                                  | 1                                                                  | Budapest, Kacsóh Pongrác út                                        | 23                                                                 | 24                                                                 | 1, 1A, 3, 69 74, 81, 82 25, 32, 225 396, 397, 398, 399, 402, 412, 414, 422, 424, 432, 434, 435, 436, 437, 438, 439, 442 1020, 1021, 1024, 1031, 1034, 1037, 1039, 1040, 1044, 1045, 1046, 1049, 1050, 1051, 1052, 1053, 1054, 1063, 1066, 1067, 1069, 1076                                                                                       | Mexikói út BVSC uszoda                                                              |                                                                    |
| 2                                                                  | 2                                                                  | Budapest, Szerencs utca                                            | 22                                                                 | 23                                                                 | 96, 225, 296, 296A 396, 397, 398, 399, 402, 412, 414, 422, 424, 432, 434, 435, 436, 437, 438, 439, 442 1020, 1021, 1024, 1031, 1034, 1037, 1039, 1040, 1044, 1045, 1046, 1049, 1051, 1052, 1053, 1054, 1063, 1066, 1067, 1069, 1076 |                                                                                     |                                                                    |
| 3                                                                  | 3                                                                  | Gyöngyös, toronyház                                                | 21                                                                 | 22                                                                 | 1040, 1044, 1045, 1046, 1049, 1050, 1054, 1066, 1069, 1348, 1427, 1469, 1515 3448, 3604, 3612, 3650, 3652, 3670, 3671, 3675, 3676, 3679, 3697, 4602, 4653 |                                                                                     |                                                                    |
| 4                                                                  | 4                                                                  | Gyöngyös, autóbusz-állomás                                         | 20                                                                 | 21                                                                 | 1A 1040, 1044, 1045, 1046, 1049, 1050, 1054, 1066, 1069, 1301, 1305, 1308, 1348, 1427, 1469, 1515 3445, 3448, 3457, 3471, 3492, 3604, 3612, 3650, 3651, 3652, 3655, 3656, 3660, 3661, 3662, 3663, 3664, 3665, 3666, 3670, 3671, 3673, 3675, 3676, 3677, 3678, 3679, 3680, 3681, 3685, 3688, 3691, 3693, 3694, 3696, 3697, 3698, 3699, 4602, 4653 |                                                                                     |                                                                    |
| ∫                                                                  | 5                                                                  | Gyöngyös, karácsondi elágazás                                      | ∫                                                                  | 20                                                                 | 1066 3666, 3685, 3688 |                                                                                     |                                                                    |
| ∫                                                                  | 6                                                                  | Gyöngyös, Karácsondi út                                            | ∫                                                                  | 19                                                                 | 1066 3666, 3685, 3688 |                                                                                     |                                                                    |
| ∫                                                                  | 7                                                                  | Gyöngyös, Ipari park                                               | ∫                                                                  | 18                                                                 | 1066 3666, 3685, 3688 |                                                                                     |                                                                    |
| 5                                                                  | 8                                                                  | Karácsond, községháza                                              | 19                                                                 | 17                                                                 | 1066, 1069 3666, 3685 |                                                                                     |                                                                    |
| 6                                                                  | 9                                                                  | Karácsond, Vasút utca 6.                                           | 18                                                                 | 16                                                                 | 1066, 1069 3666, 3685 |                                                                                     |                                                                    |
| ∫                                                                  | ∫                                                                  | Karácsond, vasútállomás bejárati út                                | ∫                                                                  | 15                                                                 | 3665, 3685 S80, személyvonat, Agria InterRégió | Karácsond megállóhely                                                               |                                                                    |
| ∫                                                                  | ∫                                                                  | Nagyfüged, újsor                                                   | ∫                                                                  | 14                                                                 | 3665, 3685 |                                                                                     |                                                                    |
| ∫                                                                  | ∫                                                                  | Nagyfüged, újtelep                                                 | ∫                                                                  | 13                                                                 | 3665, 3685 |                                                                                     |                                                                    |
| 7                                                                  | 10                                                                 | Nagyfüged, autóbusz-váróterem                                      | 17                                                                 | 12                                                                 | 1066, 1069 3665, 3666, 3695 |                                                                                     |                                                                    |
| 8                                                                  | 11                                                                 | Tarnazsadány, faluszéle                                            | 16                                                                 | 11                                                                 | 1066, 1069 3665, 3666, 3685, 3695 |                                                                                     |                                                                    |
| ∫                                                                  | ∫                                                                  | Tarnaméra, újtelep                                                 | ∫                                                                  | 10                                                                 | 3665, 3666, 3685, 3695 |                                                                                     |                                                                    |
| 9                                                                  | 12                                                                 | Tarnaméra, iskola                                                  | 15                                                                 | 9                                                                  | 1066, 1069 3665, 3666, 3667, 3670, 3695 |                                                                                     |                                                                    |
| ∫                                                                  | ∫                                                                  | Tarnaméra, Boconádi út 16.                                         | ∫                                                                  | 8                                                                  | 3665, 3666, 3667, 3670, 3695 |                                                                                     |                                                                    |
| 10                                                                 | 13                                                                 | Boconád, községháza                                                | 14                                                                 | 7                                                                  | 1066, 1069 3444, 3665, 3666, 3667, 3670, 3695 |                                                                                     |                                                                    |
| ∫                                                                  | ∫                                                                  | Boconád, Béke út                                                   | ∫                                                                  | 6                                                                  | 3444, 3665, 3666, 3670, 3695 |                                                                                     |                                                                    |
| ∫                                                                  | ∫                                                                  | Heves, szőlők                                                      | ∫                                                                  | 5                                                                  | 3444, 3665, 3666, 3670, 3689, 3695 |                                                                                     |                                                                    |
| ∫                                                                  | ∫                                                                  | Heves, Hercegtag bejárati út                                       | ∫                                                                  | 4                                                                  | 3444, 3665, 3666, 3670, 3689, 3695 |                                                                                     |                                                                    |
| ∫                                                                  | ∫                                                                  | Heves, Gyöngyösi út 7-9.                                           | ∫                                                                  | 3                                                                  | 3444, 3665, 3666, 3670, 3689, 3695 |                                                                                     |                                                                    |
| ∫                                                                  | ∫                                                                  | Heves, ÉMÁSZ                                                       | ∫                                                                  | 2                                                                  | 3444, 3560, 3665, 3666, 3670, 3689, 3695 |                                                                                     |                                                                    |
| 11                                                                 | 14                                                                 | Heves, Hősök tere                                                  | 13                                                                 | 1                                                                  | 1066, 1067, 1069, 1362, 1376, 1443, 1466, 1517 3424, 3434, 3441, 3442, 3443, 3444, 3550, 3560, 3561, 3562, 3665, 3666, 3670, 3689, 3695 |                                                                                     |                                                                    |
| 12                                                                 | 15                                                                 | Heves, autóbusz-állomás végállomás                                 | 12                                                                 | 0                                                                  | 1066, 1067, 1069, 1075, 1362, 1376, 1443, 1466, 1517 3424, 3434, 3441, 3442, 3443, 3444, 3550, 3560, 3561, 3562, 3665, 3666, 3669, 3670, 3689, 3695 |                                                                                     |                                                                    |
| 13                                                                 |                                                                    | Heves, Hősök tere                                                  | 11                                                                 |                                                                    | 1066, 1067, 1069, 1376, 1443, 1466, 1517 3424, 3434, 3441, 3442, 3443, 3444, 3550, 3560, 3561, 3562, 3665, 3666, 3670, 3689, 3695 |                                                                                     |                                                                    |
| 14                                                                 |                                                                    | Átány, autóbusz-váróterem                                          | 10                                                                 |                                                                    | 1066, 1069, 1075, 1443 3434, 3441, 3442, 3443, 3550, 3561, 3562 |                                                                                     |                                                                    |
| 15                                                                 |                                                                    | Átány, Alvégesi temető                                             | 9                                                                  |                                                                    | 1066, 1069 3434, 3561, 3562 |                                                                                     |                                                                    |
| 16                                                                 |                                                                    | Kömlő, italbolt                                                    | 8                                                                  |                                                                    | 1066, 1069, 1075, 1346, 1443 3430, 3431, 3433, 3434, 3436, 3561, 3562 |                                                                                     |                                                                    |
| 17                                                                 |                                                                    | Kömlő, Egri út 132.                                                | 7                                                                  |                                                                    | 1066, 1069 3431, 3433, 3436, 3561, 3562 |                                                                                     |                                                                    |
| 18                                                                 |                                                                    | Tiszanána, Ballók-tó                                               | 6                                                                  |                                                                    | 1066, 1069, 1346, 1443 3431, 3433, 3436, 3561, 3562 |                                                                                     |                                                                    |
| 19                                                                 |                                                                    | Tiszanána, Fő tér                                                  | 5                                                                  |                                                                    | 1066, 1069, 1075, 1346, 1443 3431, 3433, 3436, 3561, 3562 |                                                                                     |                                                                    |
| 20                                                                 |                                                                    | Sarud, Petőfi út                                                   | 4                                                                  |                                                                    | 3431, 3432, 3562 |                                                                                     |                                                                    |
| 21                                                                 |                                                                    | Sarud, Pusztahídvég                                                | ∫                                                                  |                                                                    | 3431, 3432, 3562 |                                                                                     |                                                                    |
| 21                                                                 |                                                                    | Újlőrincfalva, Fő út                                               | 3                                                                  |                                                                    | 3431, 3432, 3562 |                                                                                     |                                                                    |
| 21                                                                 |                                                                    | Poroszló, református templom                                       | 2                                                                  |                                                                    | 1343 3431, 3432, 3562 |                                                                                     |                                                                    |
| 22                                                                 |                                                                    | Poroszló, Ökocentrum                                               | 1                                                                  |                                                                    | 1343, 1344, 1375, 1377, 1447, 1448, 1468 3431, 3562 | Tisza-tavi Ökocentrum                                                               |                                                                    |
| 23                                                                 |                                                                    | Tiszafüred, autóbusz-állomás végállomás                            | 0                                                                  |                                                                    | 1 1069, 1075, 1301, 1343, 1344, 1375, 1377, 1447, 1448, 1468, 1516 3431, 3561, 3562, 4487, 4608, 4609, 4613, 4614, 4701, 4702, 4753, 4755, 4757, 4760 személy, Tisza-tó sebesvonat | Tiszafüred vasútállomás                                                             |                                                                    |

- Sarud, Pusztahídvég megállóhelyen, csak az 1068/203 járat áll meg.